# Gastão Elias
Pour les articles homonymes, voir Elias.
Gastão Elias, né le 24 novembre 1990 à Lourinhã, est un joueur de tennis portugais, professionnel depuis 2006.

## Carrière
Gastão Elias commence à jouer au tennis à l'âge de 4 ans. Arrivé sur le circuit en 2006, ses surfaces préférées sont le dur et la terre battue. Il atteint son meilleur classement en octobre 2016 avec une 57e place au classement ATP après avoir atteint les quarts de finale du tournoi de Stockholm où il bat le 7e mondial Gaël Monfils. Il n'a jamais dépassé le premier tour en Grand Chelem.
Son palmarès sur le circuit secondaire est plus important. Il a remporté à ce jour 7 tournois sur le circuit Challenger en simple : Rio de Janeiro en 2012, Santos en 2013, Lima et Guayaquil en 2015, Turin et Mestre en 2016 et Campinas en 2017, tous sur terre battue ; et deux en double : Porto Alegre en 2015 avec Frederico Ferreira Silva et Rio de Janeiro en 2016 avec André Ghem.
Il fait partie de l'équipe du Portugal de Coupe Davis depuis 2007. En 2016, il représente son pays aux Jeux olympiques d'été en participant à l'épreuve du simple.

## Parcours dans les tournois duGrand Chelem

### En simple
| Année | Open d'Australie | Open d'Australie | Internationaux de France | Internationaux de France | Wimbledon       | Wimbledon       | US Open         | US Open       |
| ----- | ---------------- | ---------------- | ------------------------ | ------------------------ | --------------- | --------------- | --------------- | ------------- |
| 2013  | —                | —                | —                        | —                        | 1er tour (1/64) | A. Dolgopolov   | —               | —             |
| 2014  | —                | —                | 1er tour (1/64)          | D. Schwartzman           | —               | —               | —               | —             |
| 2015  | —                | —                | 1er tour (1/64)          | B. Paire                 | —               | —               | —               | —             |
| 2016  | —                | —                | —                        | —                        | 1er tour (1/64) | R. Albot        | 1er tour (1/64) | S. Stakhovsky |
| 2017  | 1er tour (1/64)  | Nick Kyrgios     | 1er tour (1/64)          | Kyle Edmund              | —               | —               | —               | —             |
| 2018  | —                | —                | —                        | —                        | 1er tour (1/64) | G. García-López |                 |               |

N.B. : à droite du résultat se trouve le nom de l'ultime adversaire.

### En double
| Année | Open d'Australie | Open d'Australie | Internationaux de France | Internationaux de France | Wimbledon | Wimbledon | US Open                                                                       | US Open |
| ----- | ---------------- | ---------------- | ------------------------ | ------------------------ | --------- | --------- | ----------------------------------------------------------------------------- | ------- |
| 2016  | —                | —                | —                        | —                        | —         | —         | 1er tour (1/32) J. Sousa \|\| style="text-align:left;" \| J. Murray B. Soares |         |

N.B. : le nom du ou de la partenaire se trouve sous le résultat ; le nom des ultimes adversaires se trouve à droite.

## Parcours dans lesMasters 1000
| Année | Indian Wells         | Miami                | Monte-Carlo | Madrid | Rome | Canada | Cincinnati | Shanghai | Paris |
| ----- | -------------------- | -------------------- | ----------- | ------ | ---- | ------ | ---------- | -------- | ----- |
| 2017  | 1er tour Kyle Edmund | 1er tour H. Zeballos | —           | —      | —    | —      | —          | —        | —     |

N.B. : sous le résultat se trouve le nom de l’ultime adversaire.

## Classement ATP en fin de saison
| Année          | 2006 | 2007 | 2008 | 2009 | 2010 | 2011 | 2012 | 2013 | 2014 | 2015 | 2016 | 2017 | 2018 | 2019 | 2020 |
| Rang en simple | 937  | 631  | 583  | 774  | 600  | 172  | 144  | 167  | 132  | 133  | 81   | 115  | 263  | 373  | 410  |

Source : (en) Classements de Gastão Elias sur le site officiel de la Fédération internationale de tennis